# Totally Unreal
Totally Unreal is een computerspel-verzamelpakket van de Unrealserie. Het pakket combineert Unreal Gold (dat zelf bestaat uit Unreal en Return To Na Pali) met Unreal Tournament.
Het pakket bevat ook een gratis te downloaden bonuspack, en twee mods. De verkoop van het spel liep niet echt goed, en het spel werd al snel uit de schappen gehaald in Noord-Amerika.
Het spel werd heruitgebracht als onderdeel van de Atari Heroes collectie in Australië. Deze Heroes Editie is bijna identiek aan het origineel. De enige verandering is dat de gouden balken boven- en onderaan de cover zijn vervangen door groene balken, en dat er een demo bij zit van andere Atari Heroes-spellen.

## Ontvangst
| Beoordeeld door       | Datum            | Score |
| --------------------- | ---------------- | ----- |
| PC Player (Duitsland) | januari 2001     | 100%  |
| GameStar (Duitsland)  | januari 2001     | 90%   |
| Gamer's Pulse         | 17 november 2001 | 77%   |